# Dipoena dominicana
Dipoena dominicana är en spindelart som beskrevs av Jörg Wunderlich 1986. Dipoena dominicana ingår i släktet Dipoena och familjen klotspindlar. Inga underarter finns listade i Catalogue of Life.